# Białostoczek (Białystok)
Białostoczek là một quận của Thành phố Białystok, Ba Lan. Đó là một khu dân cư và công nghiệp hỗn hợp. Trước khi thành lập năm 1919, đây là một ngôi làng riêng biệt.